# Polish Open 2024
Die Polish Open 2024 im Badminton fanden vom 20. bis zum 24. März 2024 in Warschau statt.

## Sieger und Platzierte
| Disziplin    | Gold                               | Silber                                  | Bronze                               |
| ------------ | ---------------------------------- | --------------------------------------- | ------------------------------------ |
| Herreneinzel | Victor Ørding Kauffmann            | Jason Teh Jia Heng                      | Daniil Dubovenko                     |
| Herreneinzel | Victor Ørding Kauffmann            | Jason Teh Jia Heng                      | Darshan Pujari                       |
| Dameneinzel  | Anupama Upadhyaya                  | Tanya Hemanth                           | Kristin Kuuba                        |
| Dameneinzel  | Anupama Upadhyaya                  | Tanya Hemanth                           | Imad Farooqui Samiya                 |
| Herrendoppel | M. R. Arjun Dhruv Kapila           | William Kryger Boe Christian Faust Kjær | Christopher Grimley Matthew Grimley  |
| Herrendoppel | M. R. Arjun Dhruv Kapila           | William Kryger Boe Christian Faust Kjær | Callum Hemming Ethan van Leeuwen     |
| Damendoppel  | Hsu Yin-hui Lin Jhih-yun           | Amalie Cecilie Kudsk Signe Schulz       | Catherine Choi Josephine Wu          |
| Damendoppel  | Hsu Yin-hui Lin Jhih-yun           | Amalie Cecilie Kudsk Signe Schulz       | Moa Sjöö Tilda Sjöö                  |
| Mixed        | Ty Alexander Lindeman Josephine Wu | Callum Hemming Estelle van Leeuwen      | Ludwig Axelsson Jessica Silvennoinen |
| Mixed        | Ty Alexander Lindeman Josephine Wu | Callum Hemming Estelle van Leeuwen      | Rasmus Espersen Amalie Cecilie Kudsk |